# Kasteel van Hamont

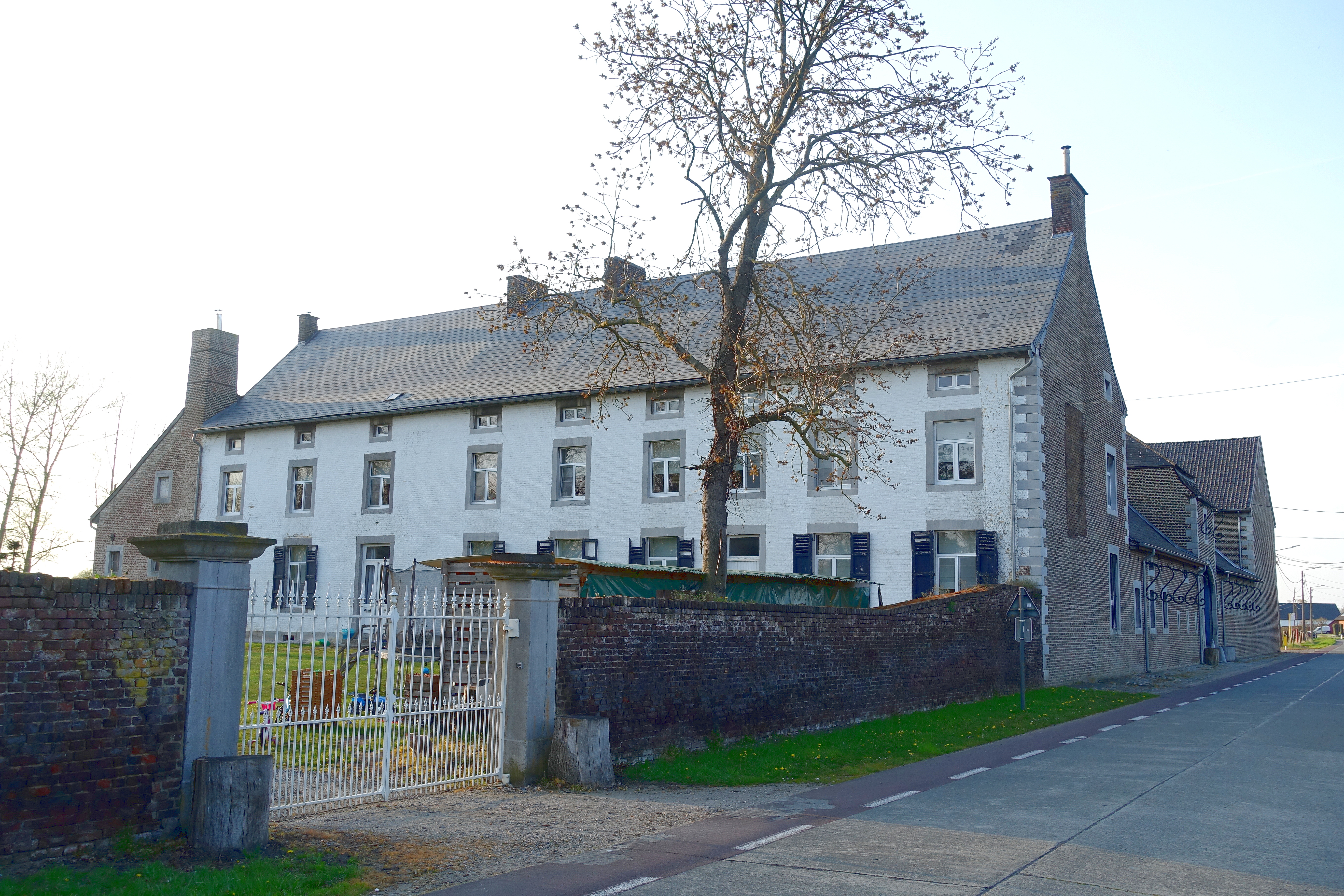
Hamonthoeve

Het Kasteel van Hamont is een kasteelachtige vierkantshoeve, gelegen aan de Korpse straat in het Belgische Donk.
Deze carréboerderij werd gebouwd in het laatste kwartaal van de 18e eeuw. Het bakstenen bouwwerk ligt ingeklemd tussen de straatweg en de Melsterbeek. Ten zuiden van deze hoeve ligt een park.
De oostgevel is voorzien van een poortgebouw, met een torenachtig gebouwtje onder mansardedak, dat aan de erfzijde een duiventil toont. De straatgevel is voorzien van kalkstenen hoekbanden.
Einde 18e en begin 19e eeuw was deze hoeve gekend onder de naam 'de Vliegeswinning', genoemd naar de toenmalige bewoners ervan: de familie Vliegen, een geslacht dat zowel in Donk als in andere deelgemeentes van het huidige Herk-de-Stad erg invloedrijk was. Naast de reguliere landbouwerwerkzaamheden startten zij er ook een brandewijnstokerij. Door het huwelijk van een der dochters Vliegen met een zoon van burgemeester Van Hamont uit het dorpje Fresin kwam de hoeve in het bezit van deze familie, die er ook haar latere naam aan gaf. De hoeve bleef in het bezit van deze familie tot in de 21e eeuw. In 2013 kocht het gezin Jans-Jonkmans het goed aan en werd er gestart met een grondige renovatie van de op dat ogenblik erg onderkomen gebouwen.
In 2014 besloten deze nieuwe eigenaars om in de hoeve een zorgproject te starten, hetgeen inmiddels in volle uitbating is.